# 完顏袞
完顏袞（12世纪1122年后—1153年5月25日），本名蒲甲，亦作蒲家、富勒坚或博恰。是金朝宗室，完顏阿骨打的孫，父亲完顏宗幹，母不详，有同母妹嘉祥县主。海陵王的异母弟弟。
《金史》指完顏袞「桀驚強悍」，所以海陵王不喜歡他的為人。

## 簡歷
完顏袞初為輔國上將軍。天德初年海陵王繼位後，「加特進，封王，為吏部尚書，判大宗正事」。天德五年三月乙卯日（公元1153年4月21日），金朝自上京遷都到中都燕京，改元貞元。完顏袞獲任命為西京留守。由於原西京兵馬完顏謨盧瓦與完顏袞是舊相識，當完顏袞遷往西京之後，二人再次往來。編修官圓福奴之妻與完顏袞是姻戚。
完顏袞與海陵王雖然是親兄弟，但二人關係並不和睦。《金史》指海陵王「爲人僄急，多猜忌，殘忍任數。」。海陵王即位後，記載完顏袞有一次被問及宮中的生活，「兵部侍郎蕭恭首問，護衛張九具言之」。海陵王知道後，親自審問各人。結果，蕭恭被奪官解職，張九由於「對不以實，特處死」，而完顏袞與翰林學士承旨宗秀、護衛麻吉、小底王之章「皆決杖有差」。所以海陵王「自是愈忌之」。而圓福奴亦曾告誡完顏袞說：「大王名太彰著，宜少謙晦」。完顏袞其實心知海陵王對他心存忌心。而家奴喝里當知道海陵王懷疑完顏袞之後，特意誣告完顏袞與謨盧瓦等人謀反。貞元元年（公元1153年），御史大夫高楨、刑部侍郎耶律慎須呂獲派前往西京審問完顏袞，但審問不出結果。海陵王大怒，派使者把完顏袞、完顏謨盧瓦、圓福奴等人一同押解回中都。五月辛卯（5月25日），「不復究問，斬之於市」。之後，完顏謨盧瓦及圓福奴亦被凌遲處決。